# Granby (hrabstwo Hampshire)
Granby – jednostka osadnicza w Stanach Zjednoczonych, w stanie Massachusetts, w hrabstwie Hampshire.